# 芒章乡
芒章乡，是中华人民共和国云南省德宏傣族景颇族自治州盈江县下辖的一个乡镇级行政单位。

## 行政区划
芒章乡下辖以下地区：
芒章村、相帕村、璋刀村、鲁洛村、宝石村和银河村。